# Macédoine du Nord au Concours Eurovision de la chanson 2022
La Macédoine du Nord est l'un des quarante pays participants du Concours Eurovision de la chanson 2022, qui se déroule à Turin en Italie. Le pays est représenté par la chanteuse Andrea Koevska — sous le mononyme Andrea — et sa chanson Circles, sélectionnées lors de Za Evrosong 2022. Le pays se classe 11e avec 76 points en demi-finale, ne parvenant pas à se qualifier pour la finale.

## Sélection
La participation du diffuseur macédonien à l'Eurovision 2022 est confirmée le 20 octobre 2021, lors de la publication de la liste officielle des participants. Le pays confirme le 10 décembre 2021 qu'il utilisera une émission télévisée pour désigner son représentant.

### Format
La sélection voir six artistes participer. Le gagnant est déterminé par un vote mêlant pour moitié le vote d'un jury international et le télévote macédonien pour l'autre moitié. Le public macédonien peut voter du 28 janvier au 4 février 2022, date à laquelle se tient une émission présentant le vainqueur.

### Chansons
Le diffuseur macédonien ouvre, du 10 décembre 2021 au 16 janvier 2022, la période de dépôt des candidatures pour la sélection. Au terme de celle-ci, 47 candidaturesont été reçues. De celles-ci, six sont sélectionnées puis présentées au public le 21 janvier 2022.

### Résultats
| Artiste             | Chanson          | Jury | Télévote | Télévote | Total | Place |
| Artiste             | Chanson          | Jury | Voix     | Points   | Total | Place |
| ------------------- | ---------------- | ---- | -------- | -------- | ----- | ----- |
| Andrea Koevska      | Circles          | 12   | 4 300    | 8        | 20    | 1     |
| Kaly                | Love and Light   | 6    | 7 539    | 10       | 16    | 3     |
| Lara Ivanova        | Flower of Sorrow | 10   | 1 186    | 5        | 15    | 4     |
| Ris Flower          | Flying to Berlin | 5    | 1 367    | 6        | 11    | 6     |
| Viktor Apostolovski | Superman         | 8    | 12 621   | 12       | 20    | 2     |
| Yon Idy             | Dreams           | 7    | 3 743    | 7        | 14    | 5     |

| Classements détaillés des jurys internationaux | Classements détaillés des jurys internationaux | Classements détaillés des jurys internationaux | Classements détaillés des jurys internationaux | Classements détaillés des jurys internationaux | Classements détaillés des jurys internationaux | Classements détaillés des jurys internationaux | Classements détaillés des jurys internationaux |
| Chanson                                        | Drapeau de Malte                               | Drapeau d’Israël                               | Drapeau de la Géorgie                          | Drapeau de l'Islande                           | Drapeau de l'Arménie                           | Total                                          | Points                                         |
| ---------------------------------------------- | ---------------------------------------------- | ---------------------------------------------- | ---------------------------------------------- | ---------------------------------------------- | ---------------------------------------------- | ---------------------------------------------- | ---------------------------------------------- |
| Circles                                        | 1                                              | 5                                              | 1                                              | 2                                              | 1                                              | 10                                             | 12                                             |
| Love and Light                                 | 4                                              | 3                                              | 6                                              | 4                                              | 5                                              | 22                                             | 6                                              |
| Flower of Sorrow                               | 2                                              | 2                                              | 5                                              | 1                                              | 2                                              | 12                                             | 10                                             |
| Flying to Berlin                               | 6                                              | 4                                              | 3                                              | 5                                              | 6                                              | 24                                             | 5                                              |
| Superman                                       | 3                                              | 1                                              | 2                                              | 6                                              | 4                                              | 16                                             | 8                                              |
| Dreams                                         | 5                                              | 6                                              | 4                                              | 3                                              | 3                                              | 21                                             | 7                                              |

La sélection se conclut par la victoire d'Andrea Koevska et sa chanson Circles, qui représenteront donc la Macédoine du Nord à l'Eurovision 2022.

## À l'Eurovision
La Macédoine du Nord participe à la deuxième demi-finale, le 12 mai 2022. Y recevant 76 points, le pays se classe 11e et ne parvient pas à se qualifier en finale.